# Шерман (Јужна Дакота)
Шерман (енгл. Sherman) град је у америчкој савезној држави Јужна Дакота.

## Демографија
По попису из 2010. године број становника је 78, што је 9 (-10,3%) становника мање него 2000. године.
| Група             | 2000.      | 2010.       |
| Белци             | 85 (97,7%) | 78 (100,0%) |
| Афроамериканци    | 0 (0,0%)   | 0 (0,0%)    |
| Азијати           | 0 (0,0%)   | 0 (0,0%)    |
| Хиспаноамериканци | 0 (0,0%)   | 0 (0,0%)    |
| Укупно            | 87         | 78          |